# Aurotalis
Aurotalis is een geslacht van vlinders van de familie grasmotten (Crambidae).

## Soorten
- A. delicatalis (Hampson, 1919)
- A. dionisa Błeszyński, 1970
- A. hermione Bassi, 1999
- A. nigrisquamalis (Hampson, 1919)
- A. similis Bassi, 1999